# Liste der Baudenkmale in Bühren
In der Liste der Baudenkmale in Bühren sind alle Baudenkmale der niedersächsischen Gemeinde Bühren im Landkreis Göttingen aufgelistet. Der Stand der Liste ist das Jahr 1993.

## Allgemein
Der Zeitpunkt der Gründung des Ortes „Bühren vor dem Wald“ ist unbekannt.
In den Spalten befinden sich folgende Informationen:
- Lage: die Adresse des Baudenkmales und die geographischen Koordinaten. Kartenansicht, um Koordinaten zu setzen. In der Kartenansicht sind Baudenkmale ohne Koordinaten mit einem roten Marker dargestellt und können in der Karte gesetzt werden. Baudenkmale ohne Bild sind mit einem blauen Marker gekennzeichnet, Baudenkmale mit Bild mit einem grünen Marker.
- Bezeichnung: Bezeichnung des Baudenkmales
- Beschreibung: die Beschreibung des Baudenkmales. Unter § 3 Abs. 2 NDSchG werden Einzeldenkmale und unter § 3 Abs. 3 NDSchG Gruppen baulicher Anlagen und deren Bestandteile ausgewiesen.
- ID: die Objekt-ID des Baudenkmales
- Bild: ein Bild des Baudenkmales, ggf. zusätzlich mit einem Link zu weiteren Fotos des Baudenkmals im Medienarchiv Wikimedia Commons. Wenn man auf das Kamerasymbol klickt, können Fotos zu Baudenkmalen aus dieser Liste hochgeladen werden:

## Bühren
| Lage                                           | Bezeichnung                 | Beschreibung | ID       | Bild           |
| ---------------------------------------------- | --------------------------- | --- | -------- | -------------- |
| Grund 9/11 51° 29′ 8″ N, 9° 40′ 44″ O          | Wohn-/Wirtschaftsgebäude    | | 35245800 | BW             |
| Hintergasse 2 51° 29′ 2″ N, 9° 40′ 45″ O       | Backofen                    | | 35245820 | BW             |
| Hintergasse 7 51° 29′ 2″ N, 9° 40′ 48″ O       | Wohn-/Wirtschaftsgebäude    | Einzeldenkmal der Baudenkmal-Gruppe Hintergasse 7 (ID 35228712) | 35245840 | BW             |
| Hintergasse 7 51° 29′ 1″ N, 9° 40′ 49″ O       | Speicher                    | Einzeldenkmal der Baudenkmal-Gruppe Hintergasse 7 (ID 35228712) | 35245884 | BW             |
| Hintergasse 7 51° 29′ 1″ N, 9° 40′ 48″ O       | Backhaus                    | Einzeldenkmal der Baudenkmal-Gruppe Hintergasse 7 (ID 35228712) | 35245906 |                |
| Hintergasse 13 51° 29′ 1″ N, 9° 40′ 44″ O      | Wohnhaus                    | | 35245928 | BW             |
| Maschstraße 51° 29′ 7″ N, 9° 41′ 9″ O          | Straßenbrücke               | Brücke über den Schedebach | 35245948 |                |
| Nitzgrund 1 51° 29′ 10″ N, 9° 40′ 40″ O        | Wohn-/Wirtschaftsgebäude    | Möglicherweise besteht kein Denkmalschutz mehr, da kein Eintrag im Denkmalatlas 2020 erfolgte. |          | BW             |
| Nitzgrund 13 51° 29′ 14″ N, 9° 40′ 35″ O       | Wohnhaus                    | | 35245968 | BW             |
| Oberdorfstraße 51° 29′ 5″ N, 9° 40′ 46″ O      | Friedhof                    | Einzeldenkmal der Baudenkmal-Gruppe Friedhof Oberdorfstraße (ID 35228726) | 35246012 | BW             |
| Oberdorfstraße 51° 29′ 4″ N, 9° 40′ 45″ O      | Kirche                      | Einzeldenkmal der Baudenkmal-Gruppe Friedhof Oberdorfstraße (ID 35228726) | 35245988 |                |
| Oberdorfstraße 5 51° 29′ 4″ N, 9° 40′ 46″ O    | ehem. Schule                | Das zweigeschossiges Fachwerkhaus befindet sich in unmittelbarer Nähe der Kirche. Erbaut wurde es 1798, der Anbau eines Klassenraums erfolgte 1911/12. Möglicherweise besteht kein Denkmalschutz mehr, da kein Eintrag im Denkmalatlas 2020 erfolgte. |          |                |
| Teichstraße 51° 29′ 5″ N, 9° 40′ 32″ O         | Straßenbrücke WL Schedebach | | 35246078 | BW             |
| Tiestraße 51° 29′ 5″ N, 9° 40′ 48″ O           | Tie                         | Der Tieplatz wurde vor 1350 errichtet. Hier wurden mal Glocken gegossen. | 35246100 |                |
| Tiestraße 15 51° 29′ 5″ N, 9° 40′ 50″ O        | Wohn-/Wirtschaftsgebäude    | | 35246121 |                |
| Tiestraße 16 51° 29′ 4″ N, 9° 40′ 50″ O        | Wohnhaus                    | | 35246141 | BW             |
| Unter dem Kreuze 51° 28′ 55″ N, 9° 40′ 35″ O   | Kreuzsteinnest              | Die Kreuzsteine wurde 1955 zu einem Steinkreuznest zusammengestellt. Die Steine, eigentlich Sühnesteine, stammen aus dem Mittelalter. | 35246161 | Weitere Bilder |
| Unterdorfstraße 3 51° 29′ 7″ N, 9° 41′ 12″ O   | Hofanlage                   | Möglicherweise besteht kein Denkmalschutz mehr, da kein Eintrag im Denkmalatlas 2020 erfolgte. |          | BW             |
| Unterdorfstraße 4/6 51° 29′ 10″ N, 9° 41′ 8″ O | Wohnhaus                    | Möglicherweise besteht kein Denkmalschutz mehr, da kein Eintrag im Denkmalatlas 2020 erfolgte. |          | BW             |
| Unterdorfstraße 7/9 51° 29′ 8″ N, 9° 41′ 6″ O  | Hofanlage                   | Möglicherweise besteht kein Denkmalschutz mehr, da kein Eintrag im Denkmalatlas 2020 erfolgte. |          | BW             |
| Unterdorfstraße 13 51° 29′ 9″ N, 9° 41′ 0″ O   | Wohnhaus                    | | 35246182 | BW             |
| Unterdorfstraße 18 51° 29′ 9″ N, 9° 41′ 3″ O   | Pfarrhaus                   | | 35246202 |                |
| Unterdorfstraße 20 51° 29′ 10″ N, 9° 41′ 2″ O  | Wohnhaus                    | Möglicherweise besteht kein Denkmalschutz mehr, da kein Eintrag im Denkmalatlas 2020 erfolgte. |          | BW             |